# Sexbierum
Sexbierum (en frison : Seisbierrum) est un village de la commune néerlandaise de Waadhoeke, dans la province de Frise.

## Géographie
Le village est situé près de la mer des Wadden, à 5 km au nord-ouest de Franeker. Il forme une seule agglomération avec Pietersbierum.

## Histoire
Sexbierum fait partie de la commune de Barradeel avant le 1er janvier 1984 puis de celle de Franekeradeel avant le 1er janvier 2018, où celle-ci est supprimée et fusionnée avec Het Bildt, Menameradiel et une partie de Littenseradiel pour former la nouvelle commune de Waadhoeke.

## Démographie
Le 1er janvier 2018, le village comptait 1 730 habitants.

## Personnalité
- Tjerk Hiddes de Vries (1622-1666), amiral.